# Kölner Ohrring

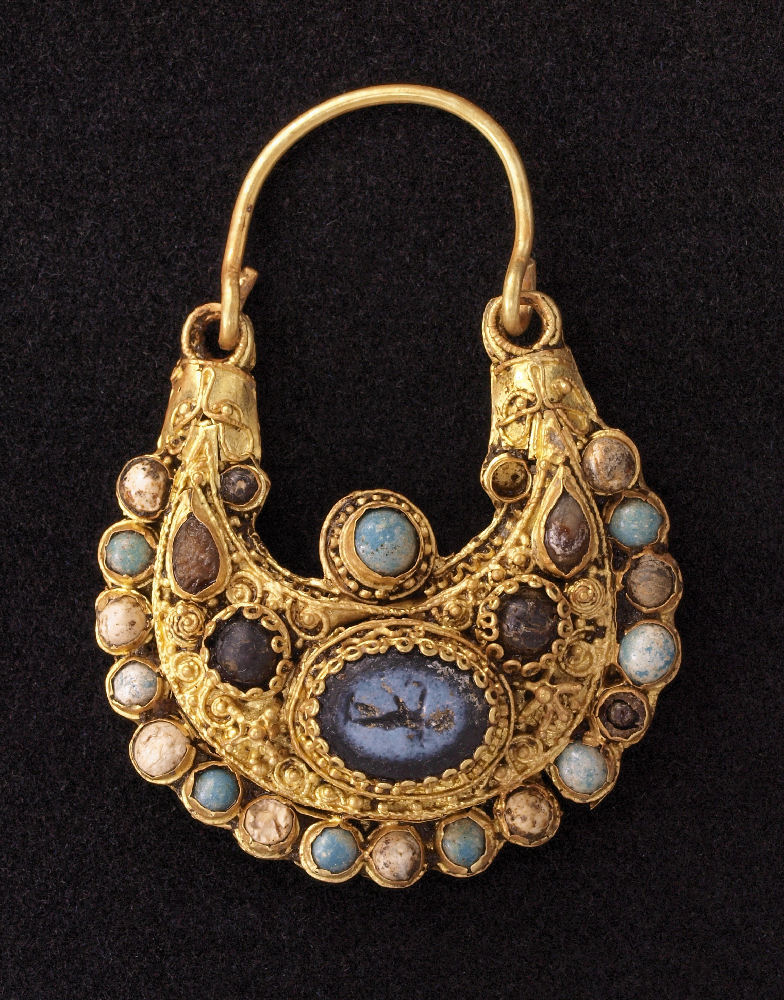
Der Ohrring im originalen Zustand

Der Kölner Ohrring ist eines der herausragenden Fundstücke aus der Archäologischen Zone Köln. Das prunkvolle Schmuckstück ist eine byzantinische Arbeit oder steht zumindest in der Tradition byzantinischer Arbeiten.

## Beschreibung

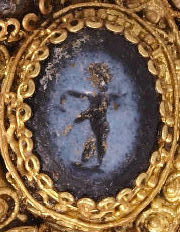
Die zentrale Gemme

Der Ohrring hat die Form eines Dreiviertelmondes, einer sogenannten „Lunula“. Grundmaterial ist Gold, in das Perlen und Glasperlen sowie im Zentrum eine Gemme eingefasst wurden. Die echten Perlen am äußeren Rand des Dreiviertelmondes wechseln sich mit türkisfarbenen Glasperlen ab. Im inneren Rand ist einzig eine einzelne türkisfarbene Glasperle eingearbeitet, die von einer glatten, mit Schlaufenbändern umgebenen Goldfassung gehalten wird. An den Ausläufern der Mondsichel sind auf beiden Seiten je ein roter Stein in Tropfenform und dahinter eine größere runde Glasperle in derselben Farbe eingebracht. Bei der dunkelblauen, einen Eros, der einen Schmetterling mit einer Fackel foltert (Symbol für den Liebesschmerz) zeigenden, Gemme, einem sog. Niccolo im Zentrum handelt es sich um die Wiederverwendung eines antiken römischen Stückes. Die Enden, die in die Schließe übergehen, sind in Form von Tierköpfen gestaltet, die in ihren Mäulern die den Bügel aus Golddraht haltenden Ringe in den Mäulern haben. Der Goldkörper ist mit goldenem Granulat und Perldrähten belegt. Ähnlich wie beim Mainzer Schatzfund weist der Ohrring einen mehrstufigen Aufbau auf, bei dem die Gemme und die flankierenden Steine durch Schlaufenfassungen gehalten werden. Auf dem mit viel überschüssigem Goldlot gearbeiteten Grund finden sich einzelne Filigranperlen, die konzentrisch auf kleinen Bügeln stehen und tutulusförmige Filigranspiralen, sowie Perldrahtranken.
Das vollständig erhaltene und bisher völlig unrestaurierte Stück ist etwa fünf Zentimeter lang und 3,5 Zentimeter breit. Auf der Rückseite weist es zwei Reparaturstellen auf, was auf längeren Gebrauch hindeutet.

## Einordnung
Die Materialien, aus denen der Ohrring gefertigt wurde, waren durchweg hochwertiger Natur. Nicht nur das Gold und die echten Perlen, auch die Glasperlen waren zur Zeit der Herstellung im frühen Hochmittelalter kostbar. Auch die Verarbeitung ist von großer Qualität. Stilistisch erinnert das Stück an Werke der byzantinischen Goldschmiedekunst, es bleibt jedoch unklar, ob es sich bei diesem Stück um einen Import handelt, um ein von einem aus Byzanz stammenden Handwerker, oder von einem einheimischen Handwerker nach byzantinischen Vorgängern gefertigtes Stück. Der Austausch mit dem byzantinischen Reich war zu dieser Zeit – der Ohrring wird zumeist gegen das Ende des 10. Jahrhunderts oder seltener in das 11. Jahrhundert datiert – vergleichsweise groß. Vor allem im Gefolge der Braut Ottos II., Theophanu, kamen byzantinische Handwerker in die Region.

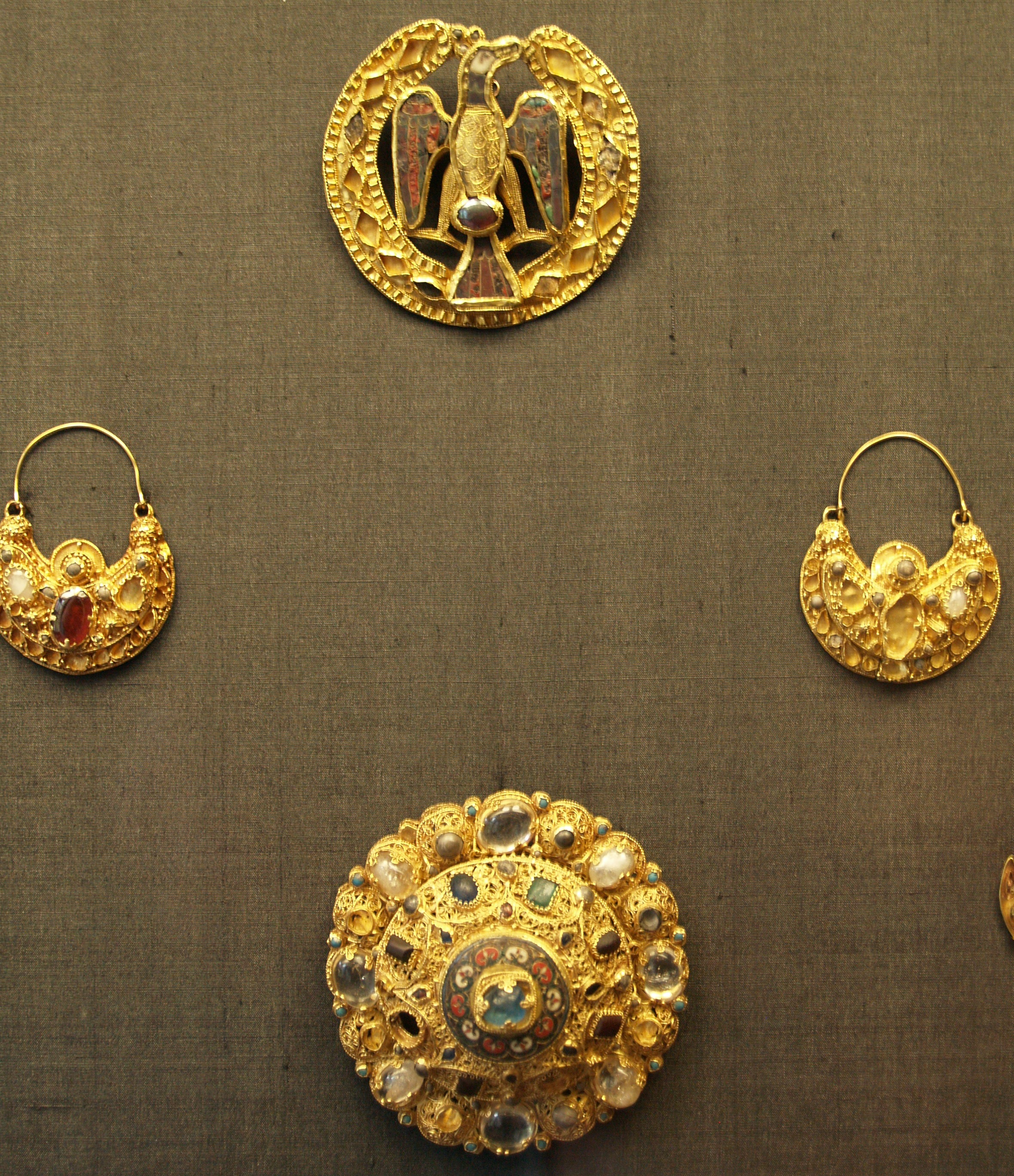
Der Mainzer Schatzfund – „Giselaschatz“ in Berlin; die Ohrringe sind an der linken und rechten Seite.

Der 2011 bei den Ausgrabungen in der Archäologischen Zone Köln in einer ehemaligen Latrine gefundene Ohrring erinnert an weitere prachtvolle Ohrringe dieser Art aus dieser Zeit, etwa an zwei Stücke aus einem in Mainz gegen Ende des 19. Jahrhunderts gemachten Schatzfund (Kaiserinnenschatz, bzw. Mainzer Schatzfund), der heute in den wichtigsten Teilen im Kunstgewerbemuseum Berlin aufbewahrt wird und an einen wenige Jahre später ebenfalls in Mainz gefundenen Ohrring von der Stadionhofer Kaserne, der sich heute im Landesmuseum Mainz befindet. Beide Fundstellen liegen in unmittelbarer Umgebung der Mainzer Synagoge des Mittelalters. Auch zahlreiche, weitaus schlichter gearbeiteten, Stücke werden von einer Mehrheit der Forscher gegen das Ende des 10. Jahrhunderts, von einer Minderheit ins 11. Jahrhundert datiert. Sie wurden zunächst der Kaiserin Gisela, der Frau von Konrad II. zugeschrieben, später der Kaiserin Agnes von Poitou, der zweiten Frau von Heinrich III. Alle fünf Ohrringe stammten möglicherweise aus dem imperialen Umfeld. Die zeitweise vertretene Auffassung, es würde sich um Mainzer Arbeiten handeln, kam mit dem Kölner Neufund ins Wanken. Mechthild Schulze-Dörlamm vom Römisch-Germanischen Zentralmuseum in Mainz klassifizierte den Kölner Neufund als Stück des „Typs Mainz“. Die damalige Leiterin der Domschatzkammer Essen, Birgitta Falk, konstatierte Verbindungen zu zwei Stücken des Essener Domschatzes, der „Kinderkrone“ Ottos III. und dem Kreuz mit den großen Senkschmelzen. Köln war ein bekanntes Zentrum der Goldschmiedekunst im Mittelalter, doch setzen hier die schriftlichen Quellen erst im 12. Jahrhundert ein. Der Goldohrring könnte für eine frühere herausragende Kölner Werkstatt sprechen. Weitere Bezüge werden zur Ottonischen Reichskrone in Wien gezogen, die allerdings vor 967 datiert wird. Ähnlich sind ebenfalls zwei Ohrringe aus einem in Runsberga, Öland, gemachten Schatzfund, die dank ebenfalls gefundener Münzen auf eine Zeit um 1106 datiert wird. Schulze-Dörlamm sieht hier eine Bestätigung für eine spätere Datierung des Mainzer Schatzfundes. Diese Spätdatierung wird in der Literatur begründet mehrheitlich abgelehnt. In der Erstpublikation wird eine Datierung Ende des 10. bis zum 1. Drittel des 11. Jahrhunderts vorgeschlagen, was mit dem Mainzer Schatzfund übereinstimmt.
Der Ohrring ist das erste derartige Fundstück, das mit Köln in Verbindung steht. Er weist nicht nur klare Nutzungsspuren auf, sondern wurde wie erwähnt auch repariert. Der Experte für mittelalterlichen Schmuck, Lothar Lambacher vom Kunstgewerbemuseum Berlin, bezeichnete das Stück als „Jahrhundertfund“ sowie als „Fund allerersten Ranges und hochadeliger, wahrscheinlich sogar kaiserlicher Herkunft“.

## Verlust, Wiederentdeckung und Rezeption
Bei der Auffindung befand sich der Ohrring im Zerstörungshorizont des Kölner Judenpogroms im Jahr 1096. Somit handelt es sich um einen der frühesten Funde aus der Kloake, in der sich in höheren Schichten auch spätere Funde bis etwa zur Zeit des Pogroms von 1349 finden, was Katja Kliemann zu einer sicher auszuschließenden Spätdatierung verleitete. Es gibt Theorien, wie das Schmuckstück in die Kloake kam, in der er wiedergefunden wurde, keine davon kann letztlich bewiesen werden: So ist es wahrscheinlich, dass es zu einer absichtlichen Versenkung kam, um den wertvollen Schmuck während des Pogroms 1096 zu schützen. Sicher auszuschließen ist, dass es sich um einen simplen Verlust handelt. Wie er in jüdischen Besitz kam, immerhin wird ein Bezug zur kaiserlichen Familie nicht ausgeschlossen, ist vermutlich mit Verpfändungen Kaiser Heinrichs VI. in Zusammenhang zu bringen, der sich vermutlich für seine Kriegszüge Mittel bei jüdischen Bankiers in Köln und Mainz beschaffte. Er war also wahrscheinlich ein Pfandstück.
Das Haus Aldenwater, zu dem die Latrine gehörte, kann durch andere Funde (Täfelchen mit hebräischer Beschriftung) zweifelsfrei dem jüdischen Viertel Kölns zugeordnet werden, weshalb der Ohrring, dessen Pendant nicht gefunden wurde, im zukünftigen MiQua - LVR-Jüdisches Museum im Archäologischen Quartier Köln als eines der herausragenden Fundstücke ausgestellt werden soll. Schon kurz nach der Vorstellung des Ohrringes in der Presse wurde er zum Bestandteil der kölschen Folklore. Für das Theaterstück Wat fott es, es Fott! von Marina Barth im Klüngelpütz-Theater wurde eine fiktive Geschichte um Verlust und Funde des Ohrrings zu einem zentralen Element.

## Einzelbelege
1. ↑  Kempkens, Holger., Krohm, Hartmut (Art historian), Marx, Petra., Althoff, Gerd., Catholic Church. Diocese of Münster in Westfalen (Germany): Goldene Pracht : Mittelalterliche Schatzkunst in Westfalen : 26. Februar bis 28. Mai 2012 im LWL-Landesmuseum für Kunst und Kulturgeschichte, Münster und in der Domkammer der Kathedralkirche St. Paulus, Münster. Hirmer Verlag, München 2012, ISBN 978-3-7774-5041-4.
2. ↑  Prunkvoll gearbeiteter Ohrring aus dem Jahr 1100 in Köln geborgen
3. ↑  Theater-Premiere: Mit dem Hänneschen ins Mittelalter